# Wijngaard
Een wijngaard is een met druivenplanten, ook wel druivenstokken of wingerds genoemd, door wijnboeren in cultuur gebracht stuk landbouwgrond ten behoeve van wijnbouw. De druiven die aan deze planten groeien worden vaak gebruikt voor de productie van wijn. Druiven worden ook direct aangeboden als tafeldruiven, verwerkt tot rozijnen, of alcoholvrij druivensap.
De wijnstokken die in Frankrijk aan het begin van een rij staan worden “Bout du rangs” genoemd. Vanwege die positie zullen de druiven aan deze stokken beter kunnen afrijpen. Mogelijk kan de wijnmaker daar een betere wijn van maken.
Verspreid over gebieden met een gematigd klimaat kan men verschillende typen wijngaarden aantreffen.

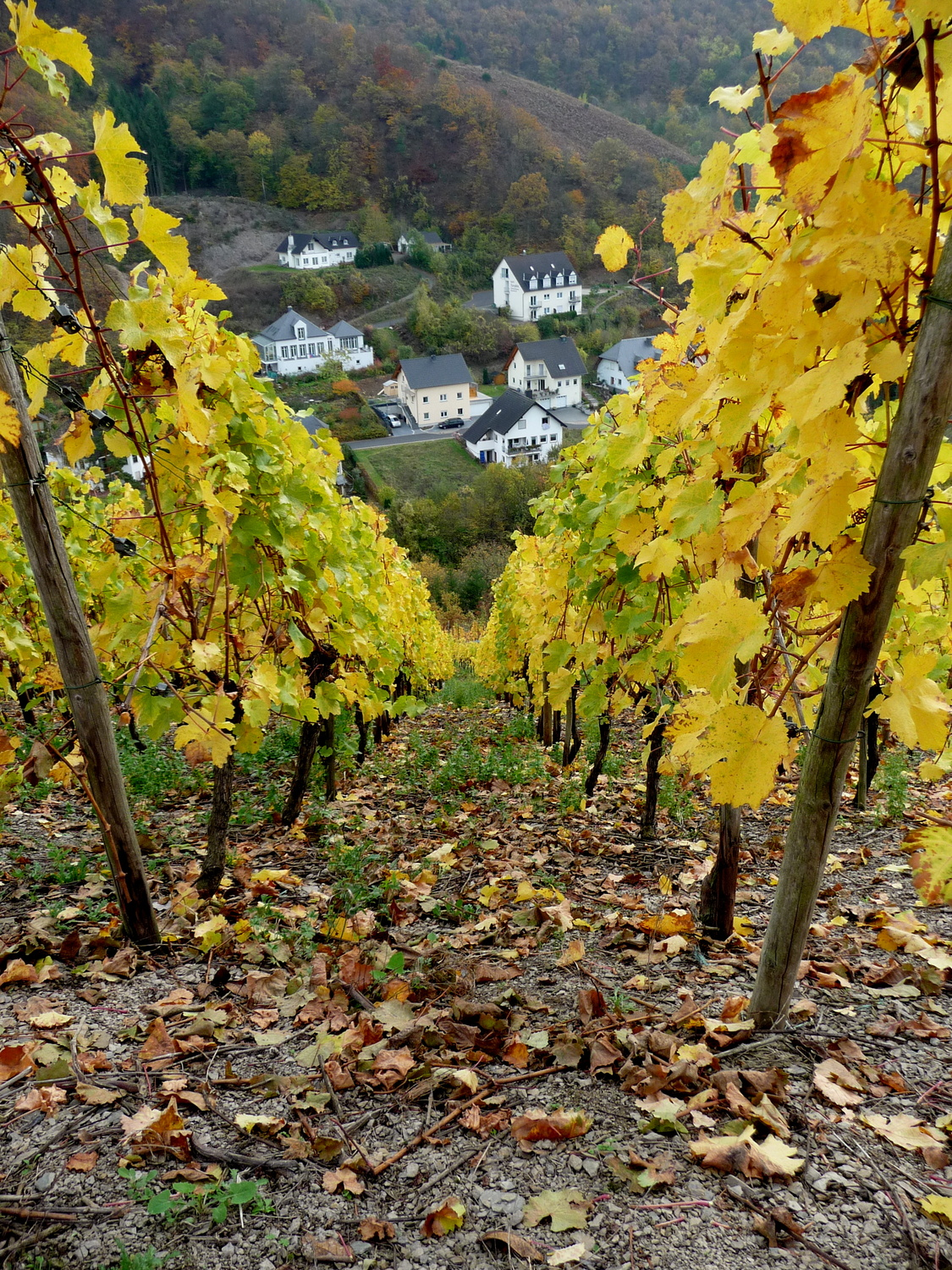
Steile wijngaard. Vooral in landen met een lagere zonnestand moeten druivenstokken toch maximaal van de zonneschijn kunnen profiteren. Wanneer het (micro)klimaat druiventeelt toestaat en een helling steil genoeg is voor een zo gunstig mogelijke hoek ten opzichte van de zon, kunnen er druivenstokken geplant worden. Voorbeeld: Beilstein aan de Moezel.
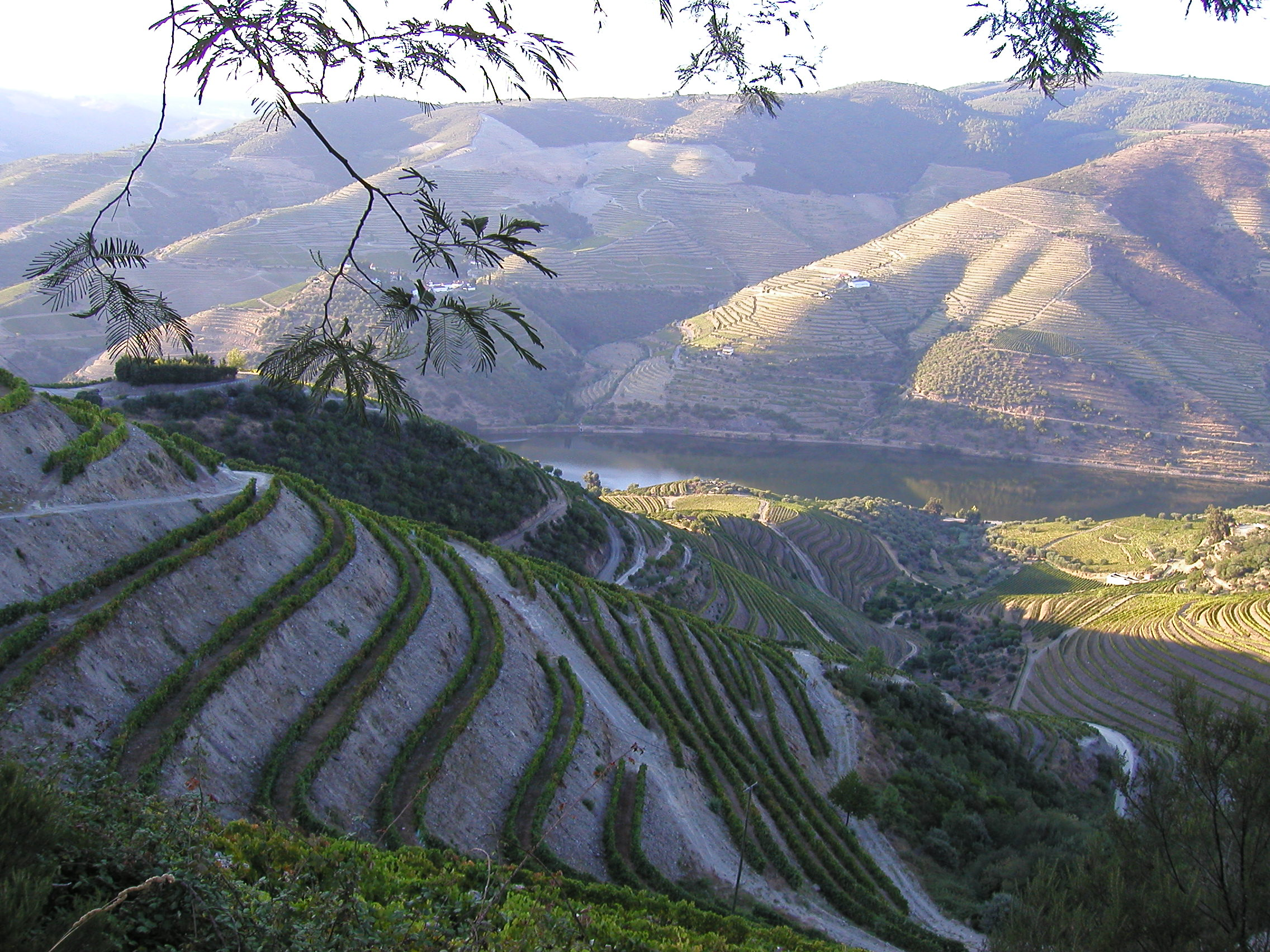
Terraswijngaarden. Soms is de helling voor de wijnstokken te steil om nog door de wijnboeren bewerkt te kunnen worden. Terrasvorming kan dan extreme vormen gaan aannemen. Voorbeeld: Dourovallei in Portugal.
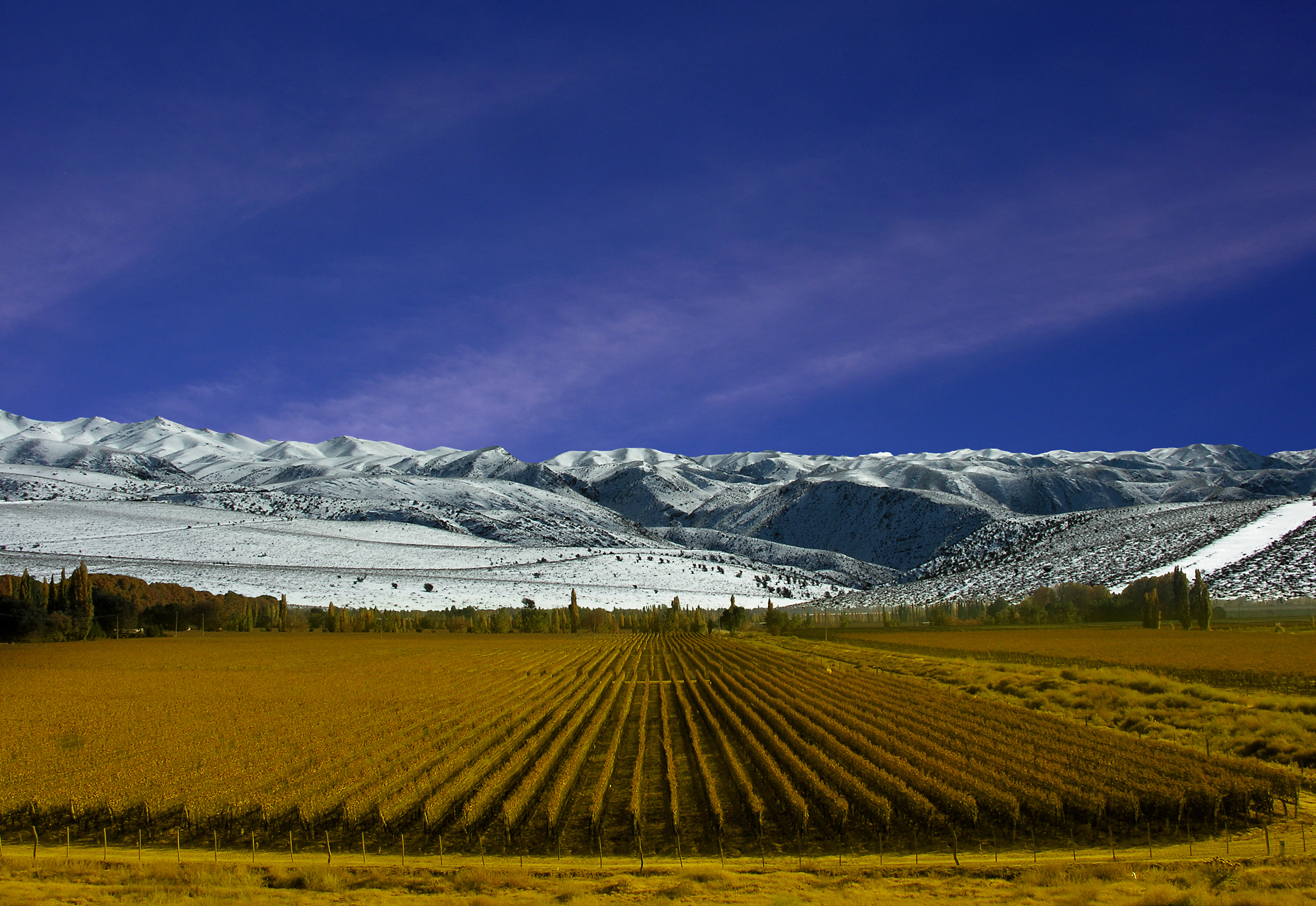
Vlakke wijngaard. Wijngaarden hebben geen hellingen nodig als de stand van de zon gunstig genoeg is. Voorbeeld: Mendoza in Argentinië.
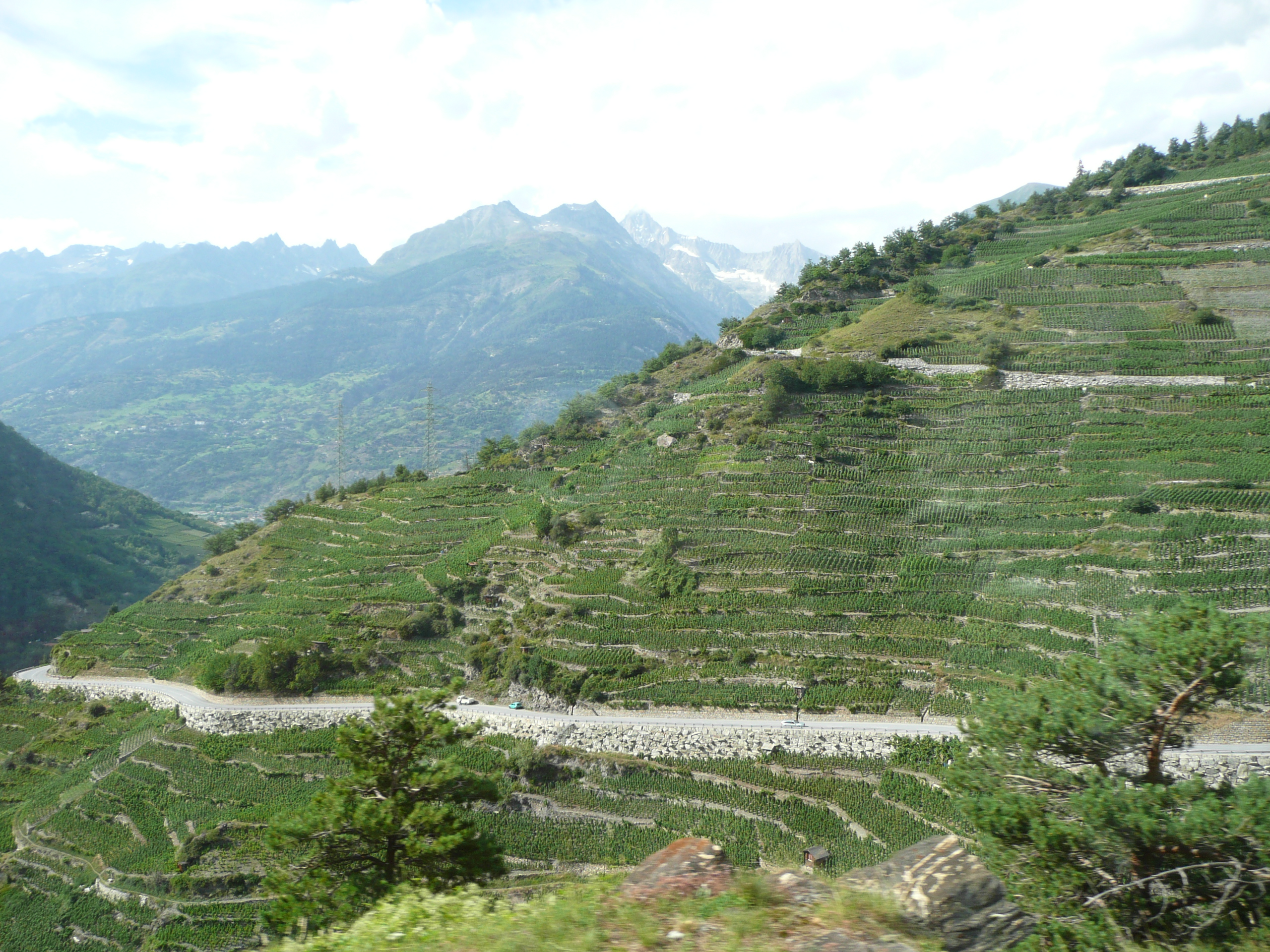
Hooggelegen wijngaard. De meeste wijngaarden liggen op een hoogte variërend van zeeniveau tot 500 meter. Dit omdat de gemiddelde dagtemperatuur anders te laag zal zijn. In extreme gevallen kan wijnbouw rond de 1000 meter toch nog plaatsvinden. Voorbeeld: Visperterminen in het kanton Wallis in Zwitserland.
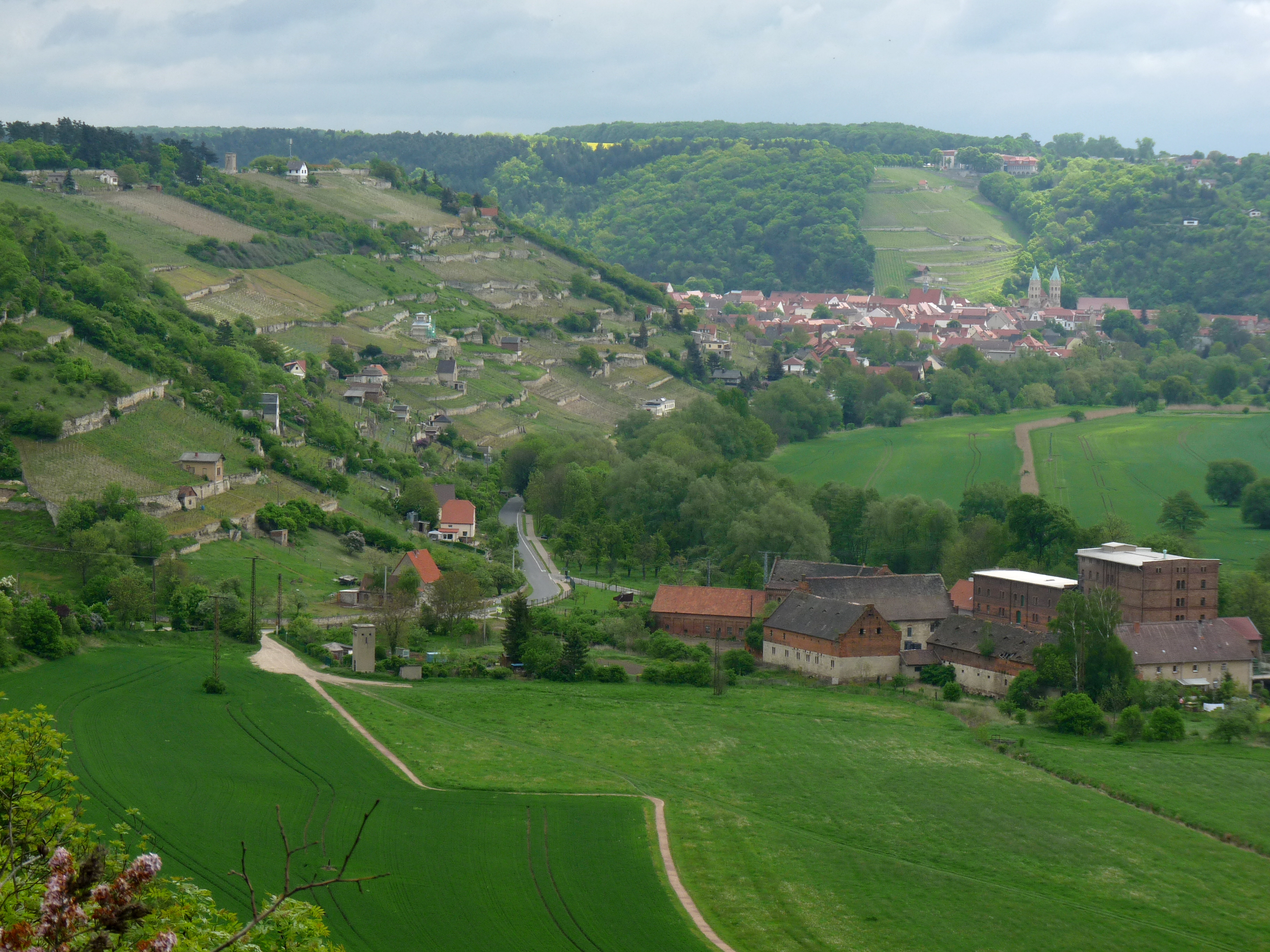
Noordelijke wijngaard. Omdat wijnstokken warmte nodig hebben worden wijngaarden in koele streken beperkt aangelegd. De 51e noordelijke breedtegraad is lange tijd als de grens voor commerciële wijnbouw gezien. Voorbeeld: Saale-Unstrut in Duitsland.
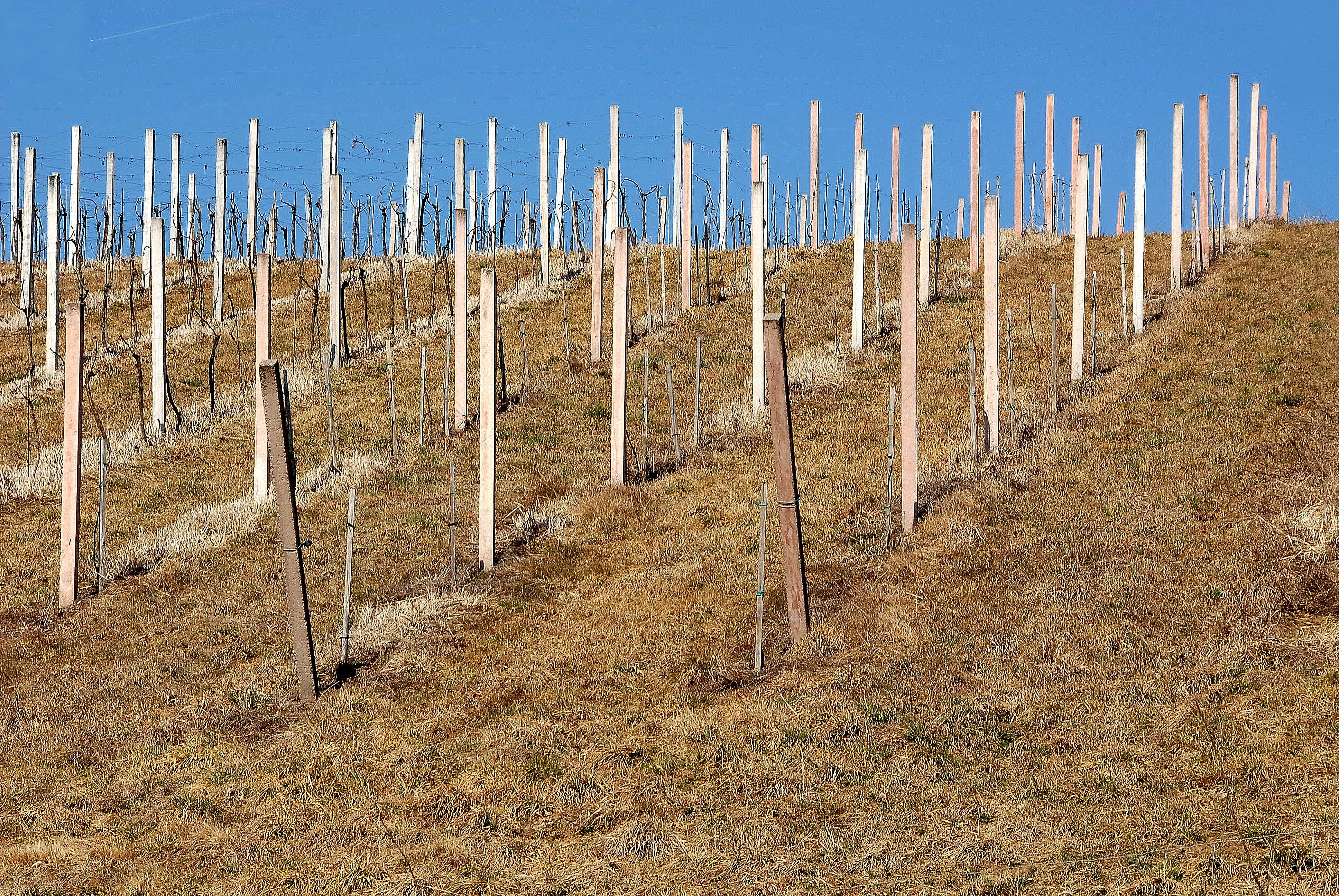
Startende wijngaard. Een wijngaard in haar beginstadium. De palen geven de druivenplanten straks de gelegenheid te klimmen. Voorbeeld: Keutschach in  Karinthië in Oostenrijk.
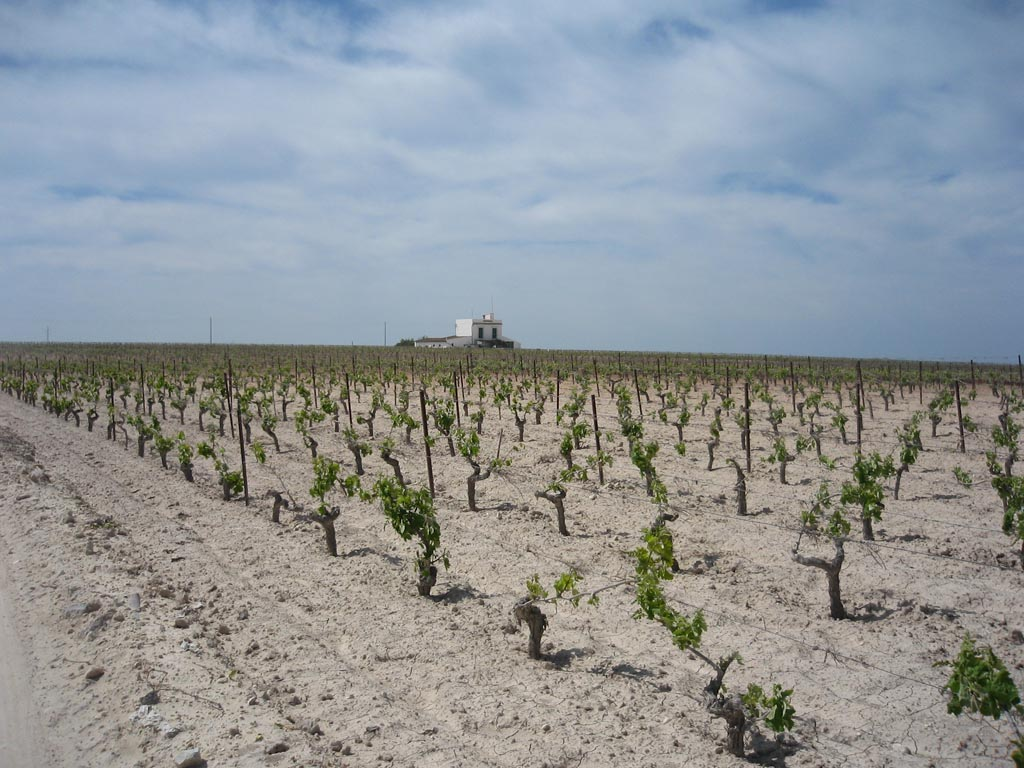
Hete wijngaard. In het Spaanse Andalusië liggen de wijngaarden in de snikhete zon. De rijke kalkbodem droogt hierdoor vaak uit en barst dan open. Dit is de streek van de wereldberoemde sherry Jerez de la Frontera.
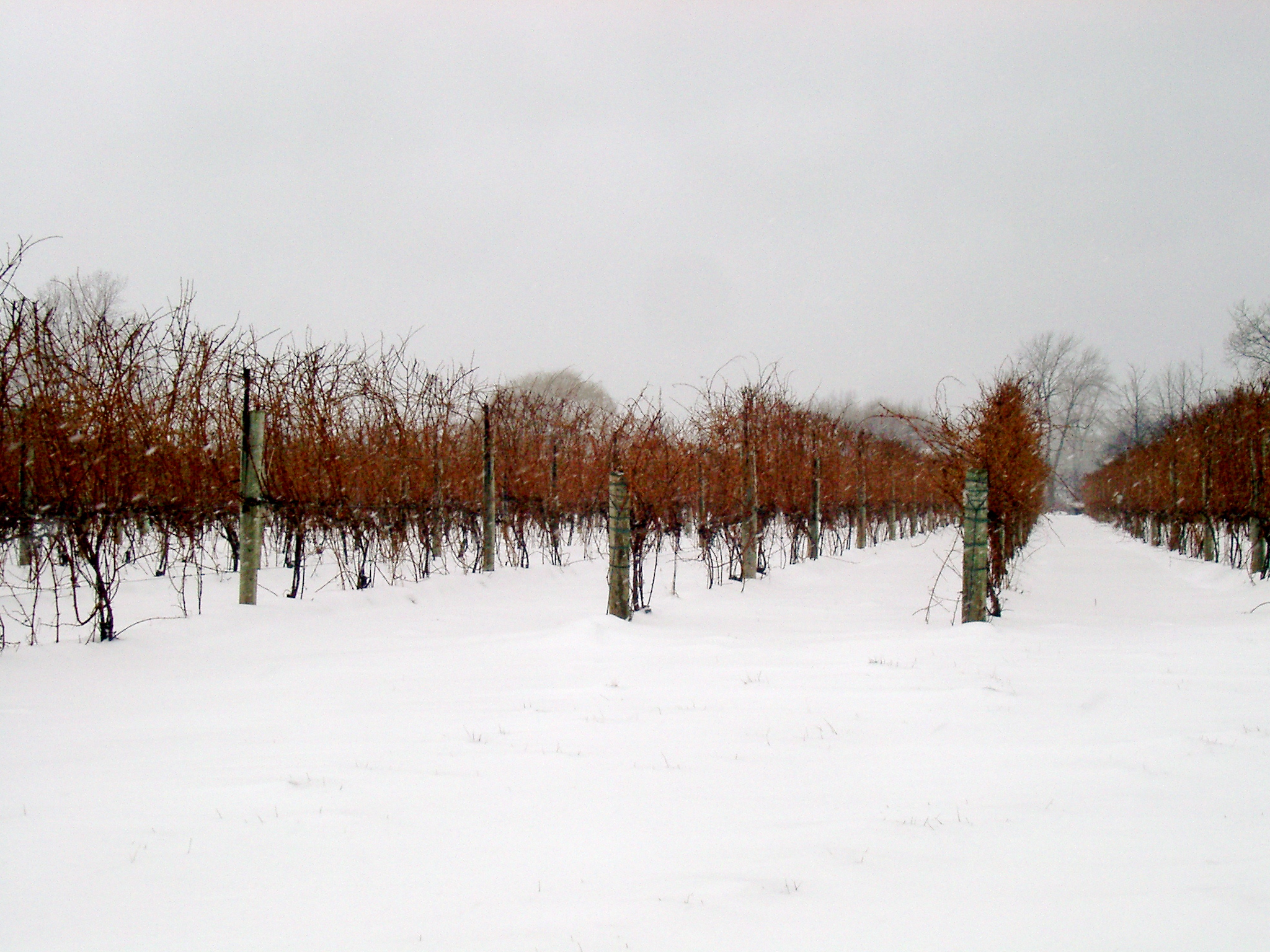
Koude wijngaard. Hoewel warmteminnend, kan de druivenstok toch ook veel kou hebben. Soms wordt hier juist gebruik van gemaakt. De druiven kunnen in bevroren toestand worden geplukt voor de productie van ijswijn. Voorbeeld: Niagara-on-the-Lake in Ontario in Canada.
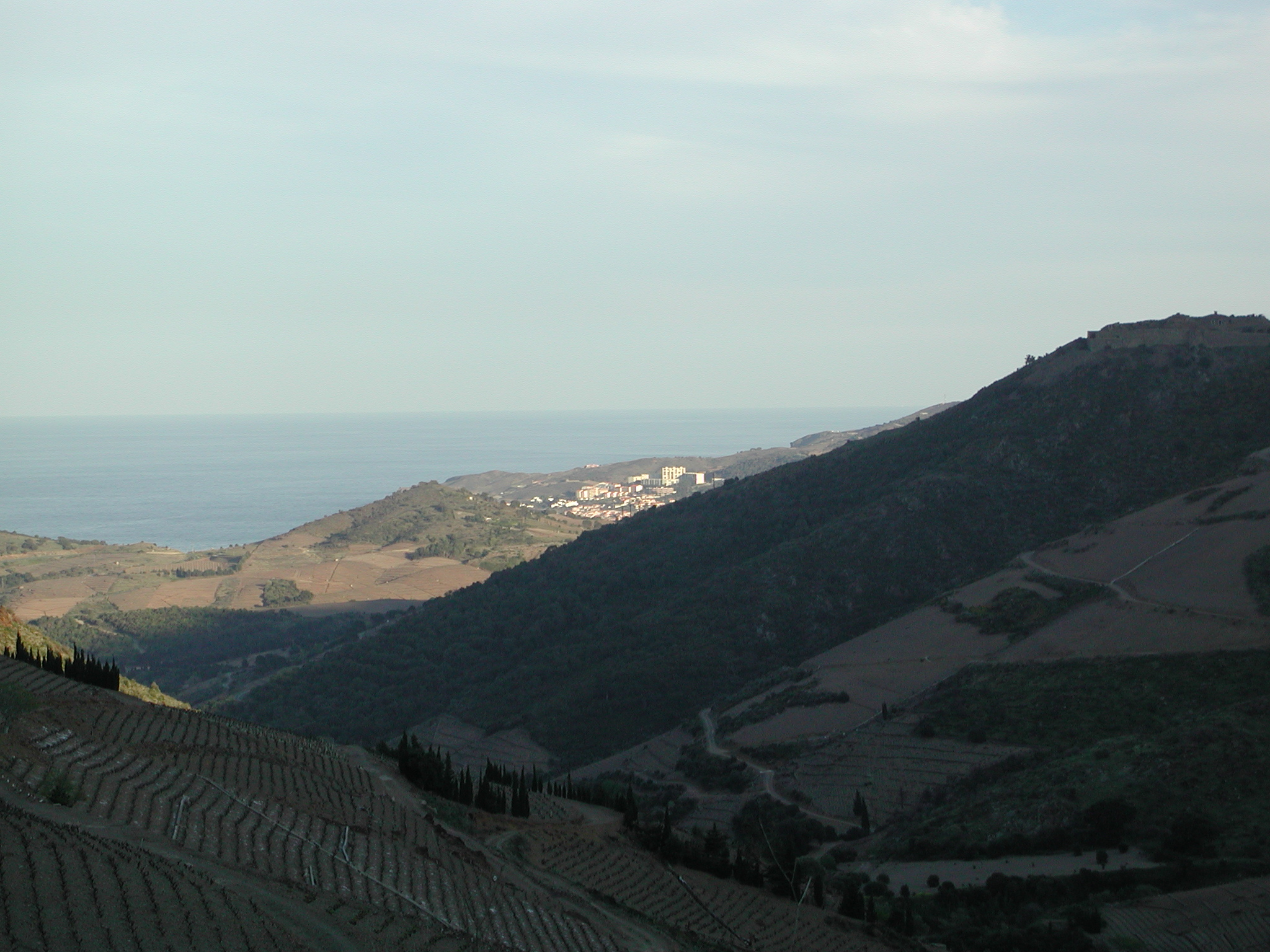
Wijngaard aan zee. De meeste wijngaarden liggen aan rivieren of in het binnenland. Soms ook vlak aan de zee. In Colares, Portugal, staan de druivenstokken in de duinen. Voorbeeld: Banyuls, Frankrijk.
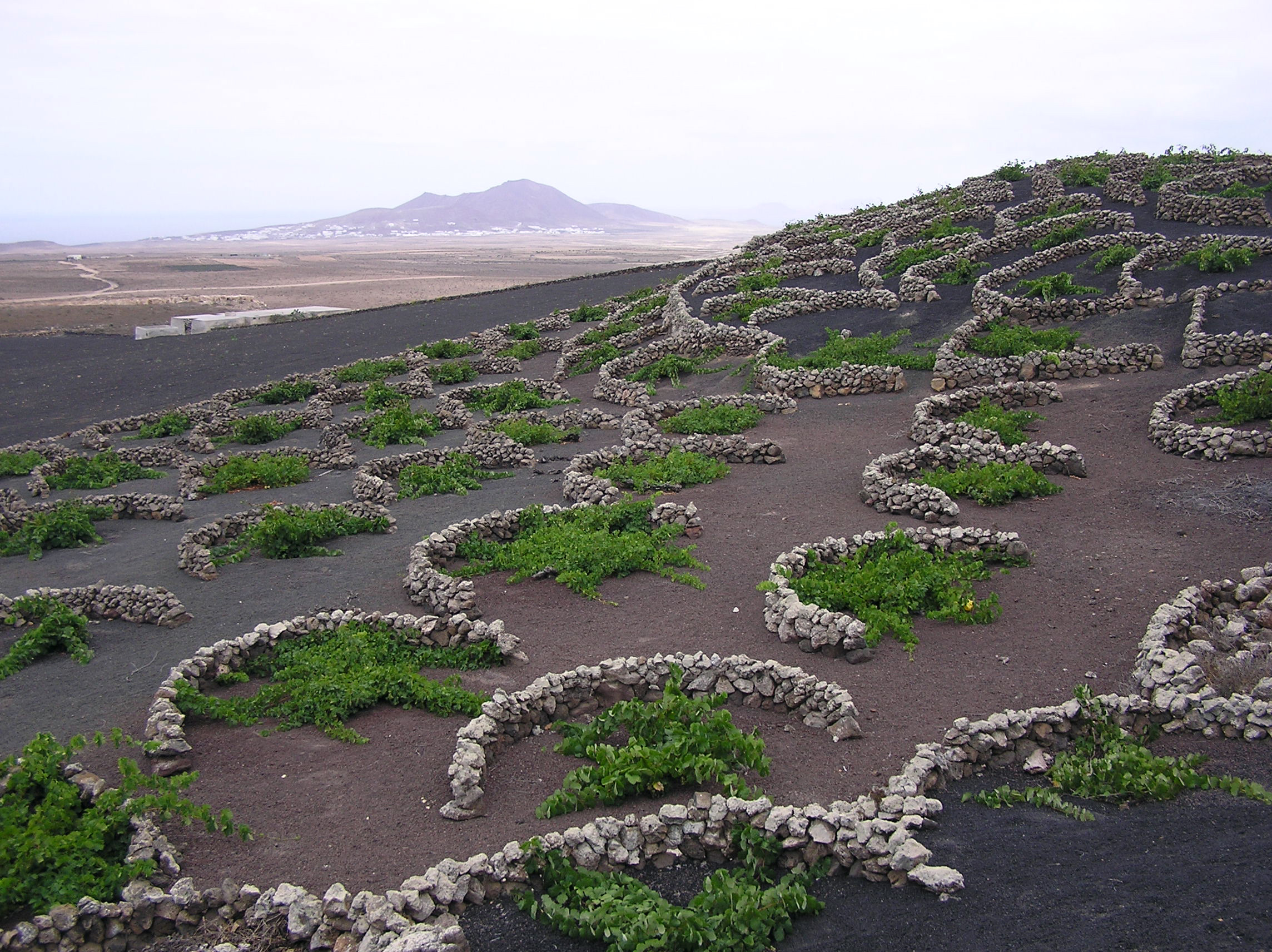
Tribunewijngaard. Ook op kale vlakten van vulkanisch gruis zijn wijngaarden aan te leggen. Vanwege de harde wind worden de druivenplanten laag bij de grond gehouden en hoeft er maar een laag muurtje van lavablokken gebouwd te worden. Voorbeeld: Lanzarote op de Canarische eilanden.
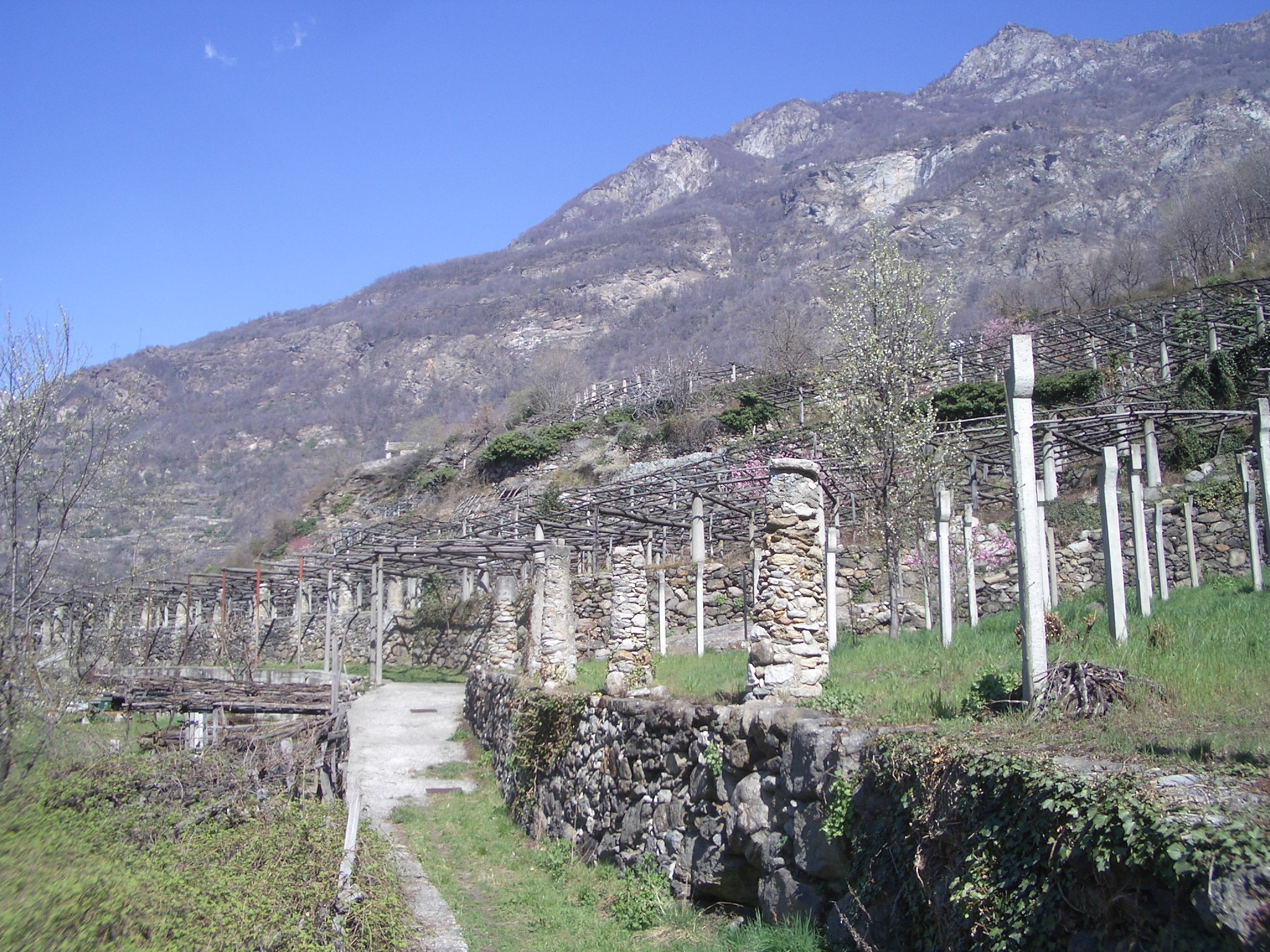
Pergolawijngaard. Een wijngaard op een pergola kan verschillende voordelen hebben. In hete gebieden hangen de druiven onder het bladerdek zodat zij tegen al te sterke zonneschijn worden beschermd. De druiven kunnen in de schaduw geoogst worden en de ruimte onder de wijnstokken blijft vrij voor andere activiteiten. Voorbeeld: Carema, Italië.
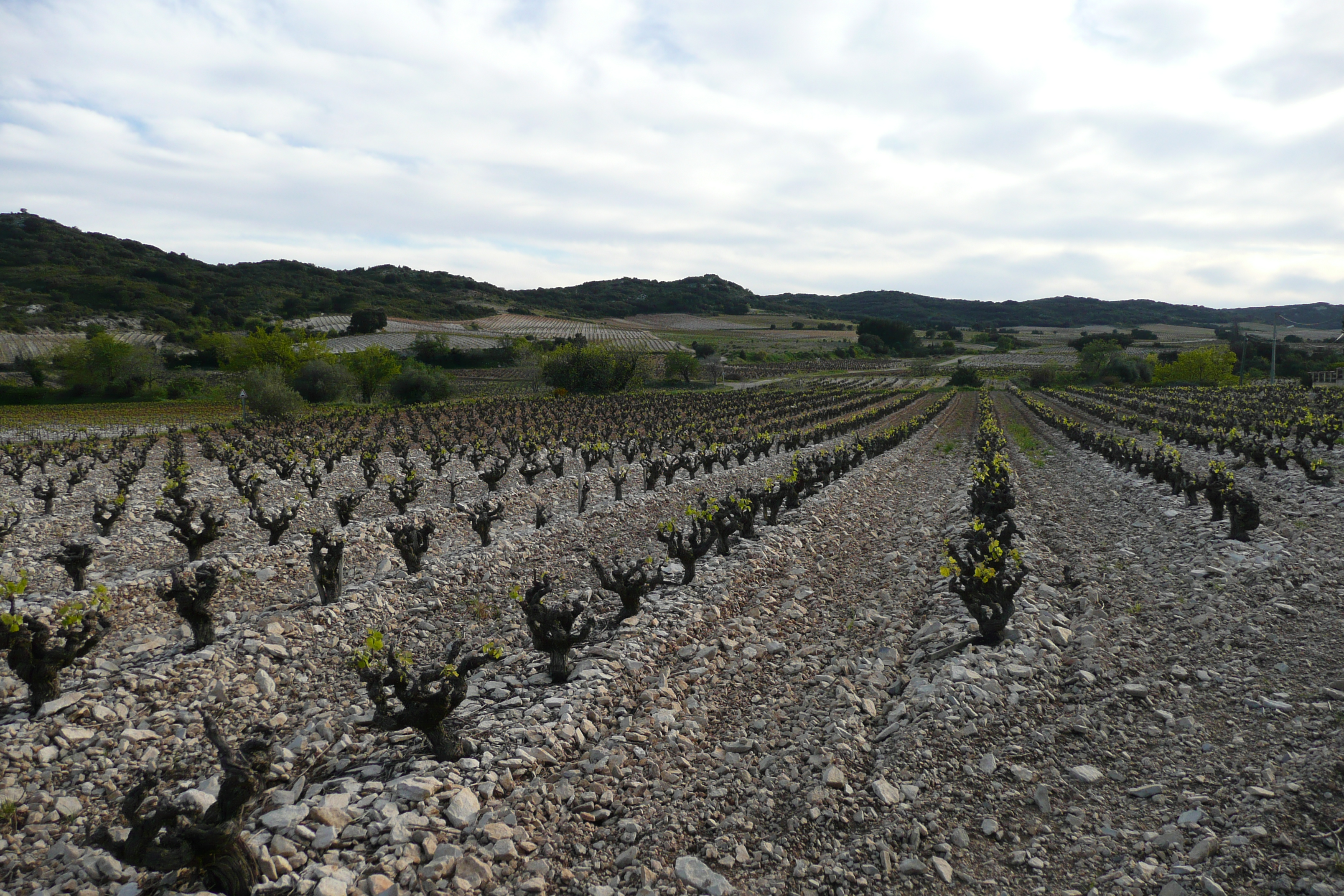
Wijngaard laag bij de grond. Op plaatsen waar af en toe harde wind voorkomt worden de druivenstokken laag bij de grond gehouden. Bovendien profiteren de druiven beter van de stralingswarmte doordat zij dichter bij de kiezelkeien hangen. Voorbeeld: Tavel aan de Rhône in Frankrijk.
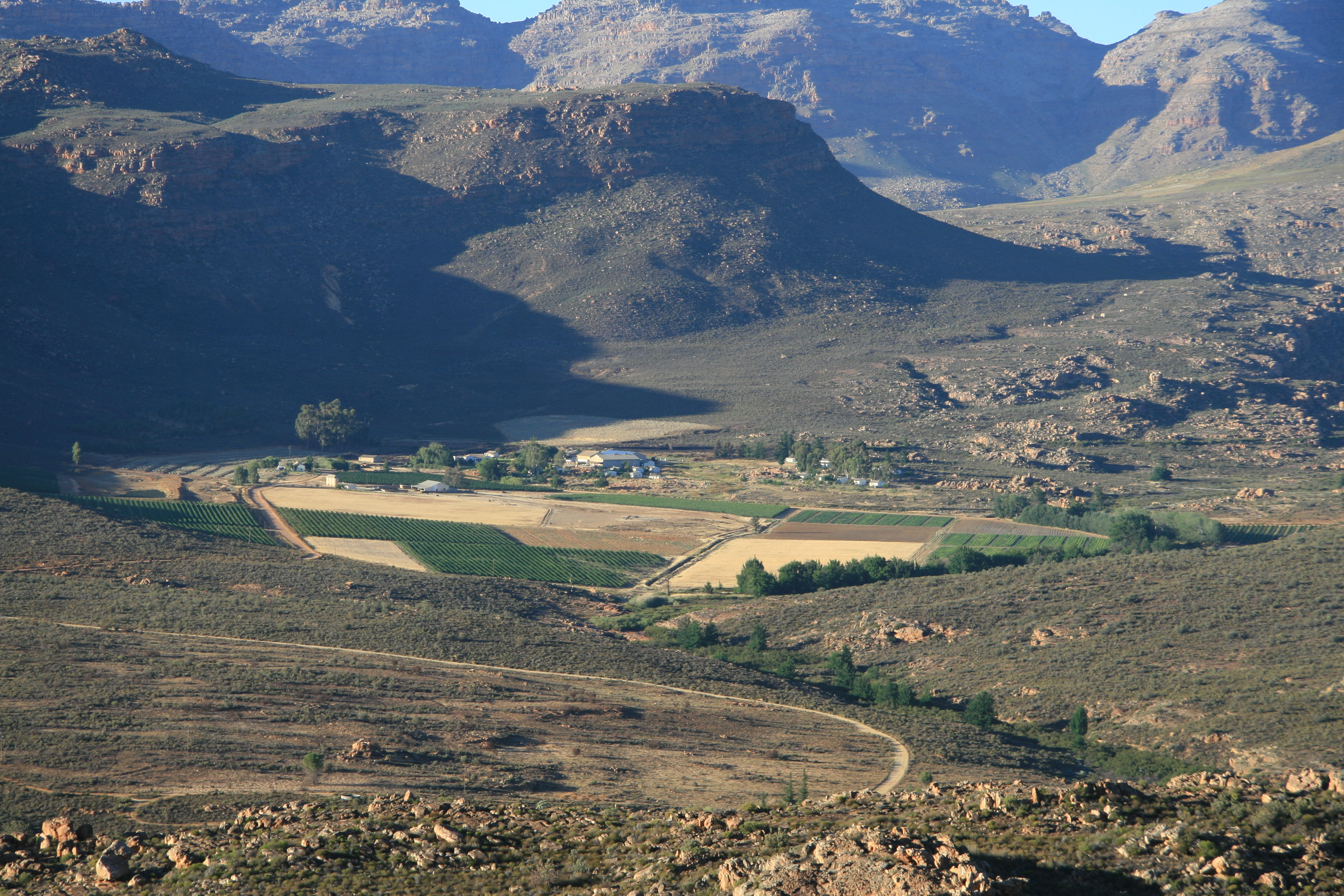
Locatie wijngaard. Soms duiken wijngaarden op onverwachte plaatsen op. Voorbeeld: Cederberg, Zuid-Afrika.
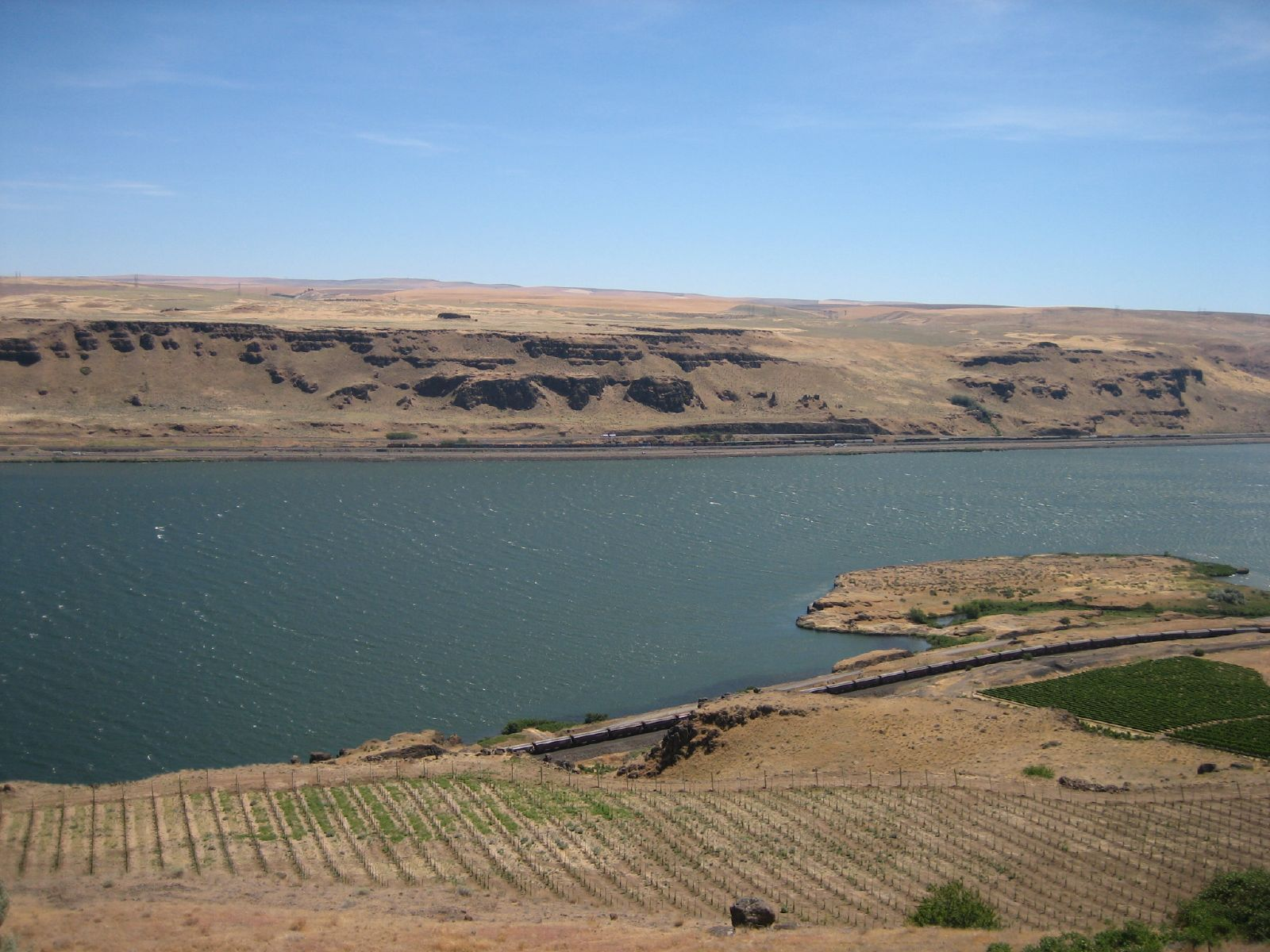
Afgelegen wijngaard. Waar maar enigszins een mogelijkheid tot het aanleggen van een wijngaard aanwezig is, zal de mens dit proberen. Voorbeeld: Columbia Gorge in de staat Washington in de Verenigde Staten.
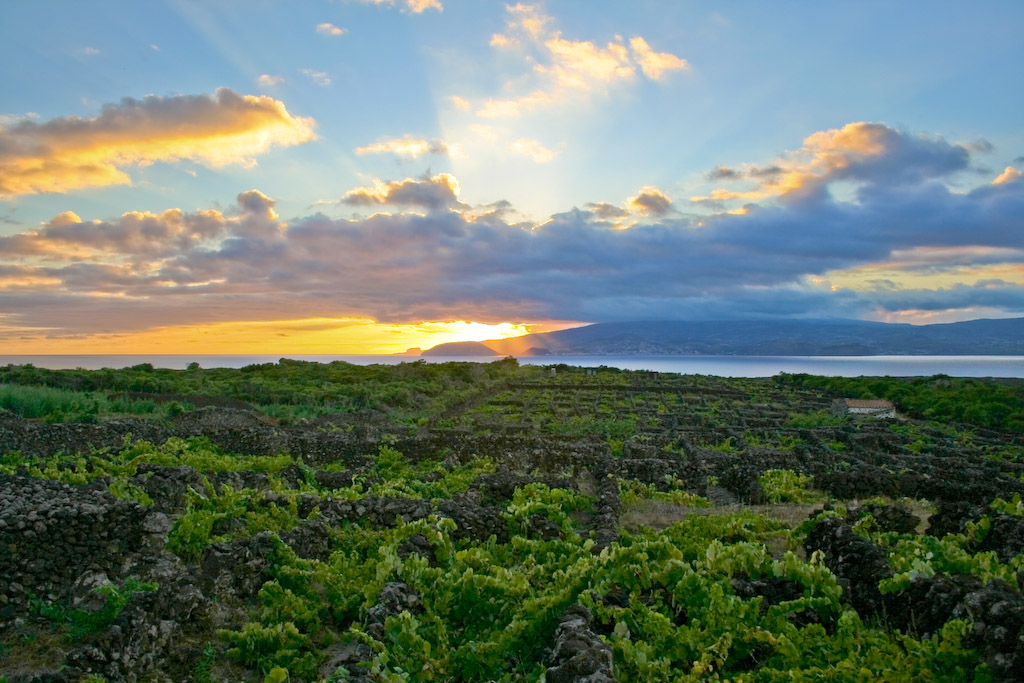
Doolhofwijngaard. Om druivenstokken op een winderige plek bescherming te bieden, bouwt men er muurtjes omheen. Hier is het gedaan met de aanwezige lavablokken. Voorbeeld: Het eiland Pico van de Azoren.
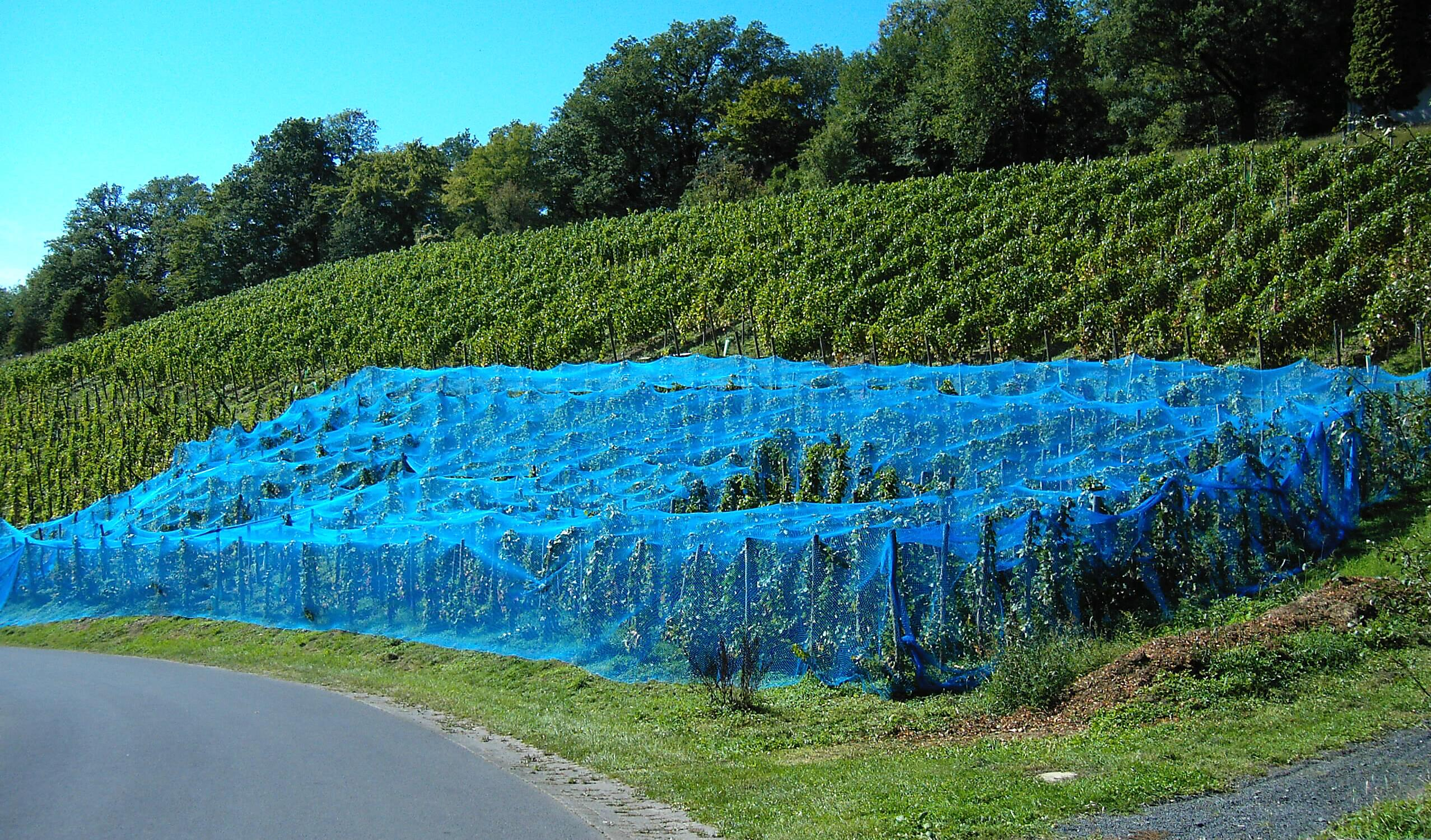
Aangeklede wijngaard. Wijngaarden zijn door mensen aangelegd. Maar ook vogels weten deze vruchten te waarderen. Voorbeeld: Königswinter in Duitsland.
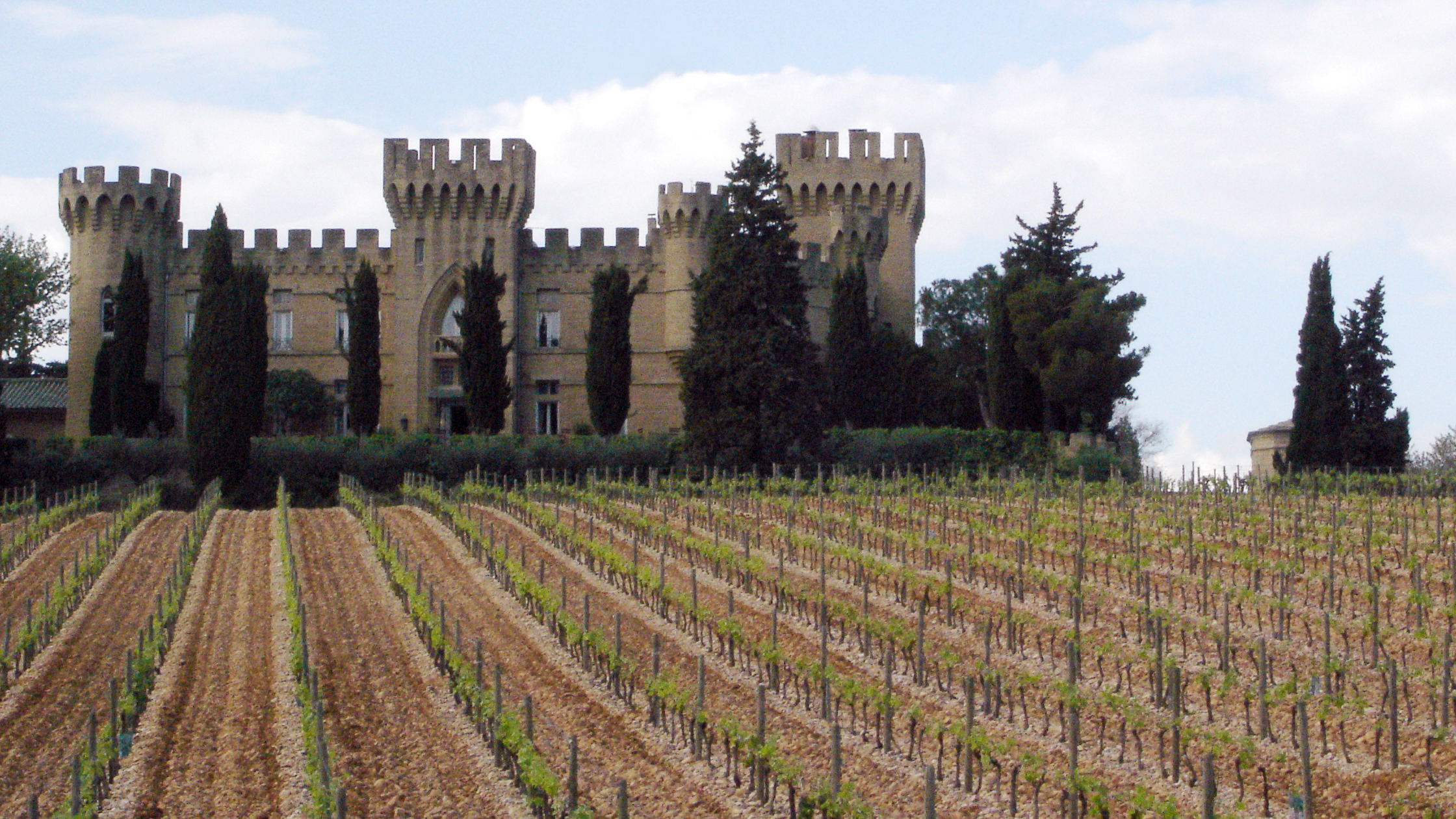
Chateauwijngaard. Veel mensen kennen de klassieke associatie van een wijngaard met een kasteel. Voorbeeld: Châteauneuf-du-Pape, Frankrijk.
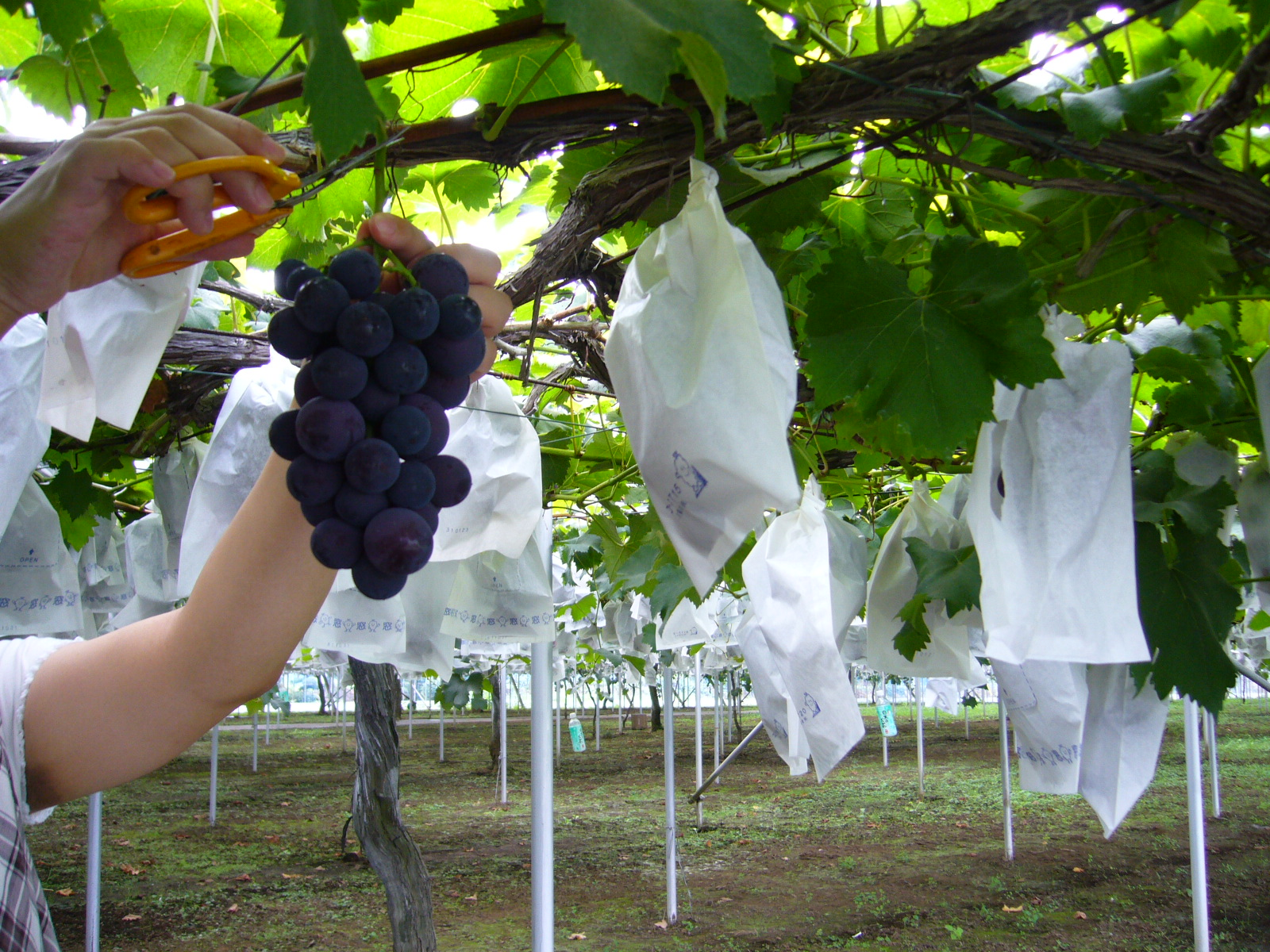
Wetenschappelijke wijngaard. Er wordt veel onderzoek gedaan naar druiventeelt. Oenologie is een tak van wetenschap die gaat over wijn. Ook in de wijnbouw streeft men voortdurend naar een optimaal resultaat. Voorbeeld: Katori in Japan.
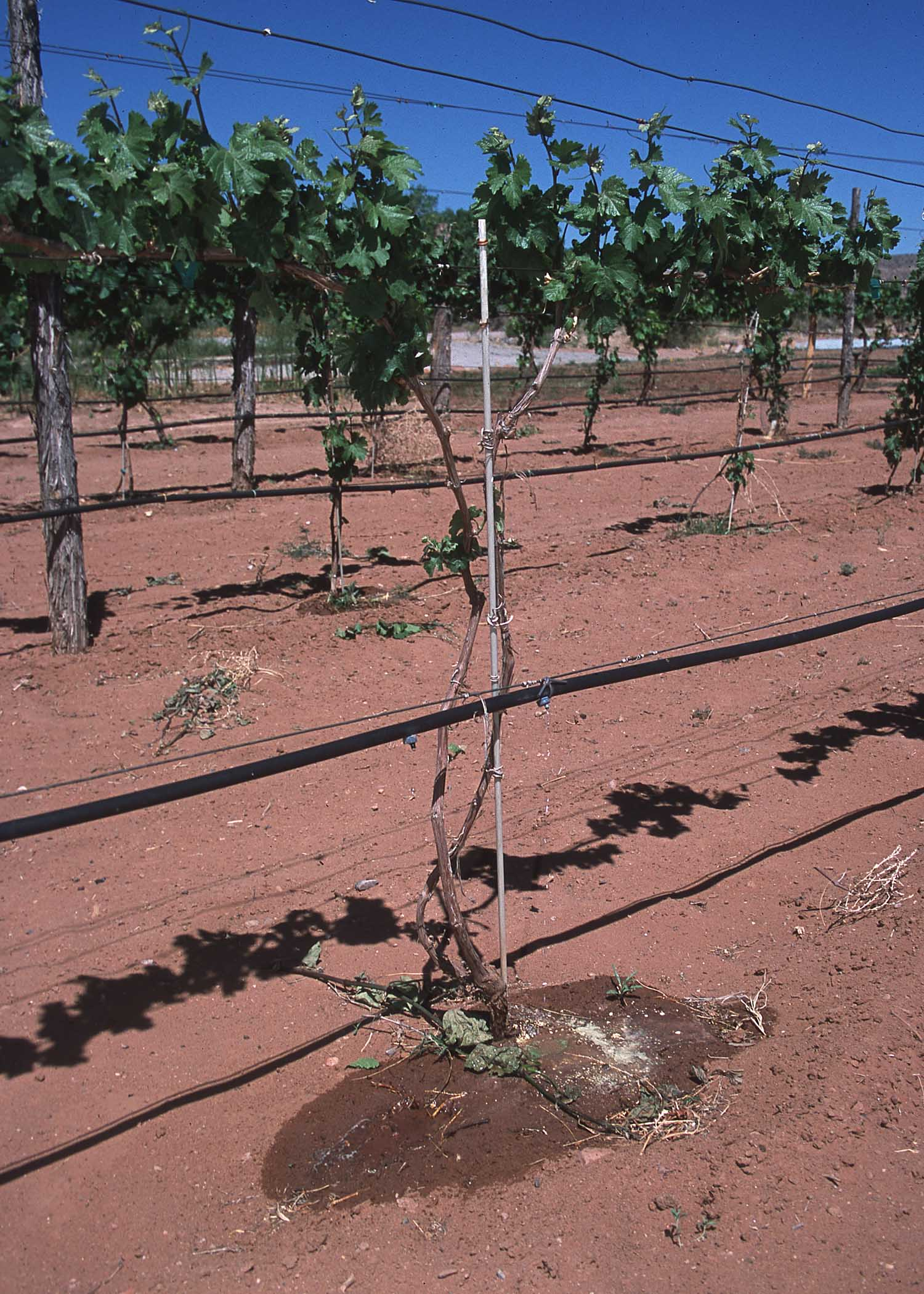
Wijngaardinfuus. Wijngaarden komen op veel plaatsen voor. Waar weinig neerslag is moeten de druivenstokken water uit grote diepte halen. Soms is ook dit niet mogelijk en worden de gaarden geïrrigeerd. In veel klassieke wijnlanden is deze kunstmatige methode verboden. Voorbeeld: de staat New Mexico in de Verenigde Staten.
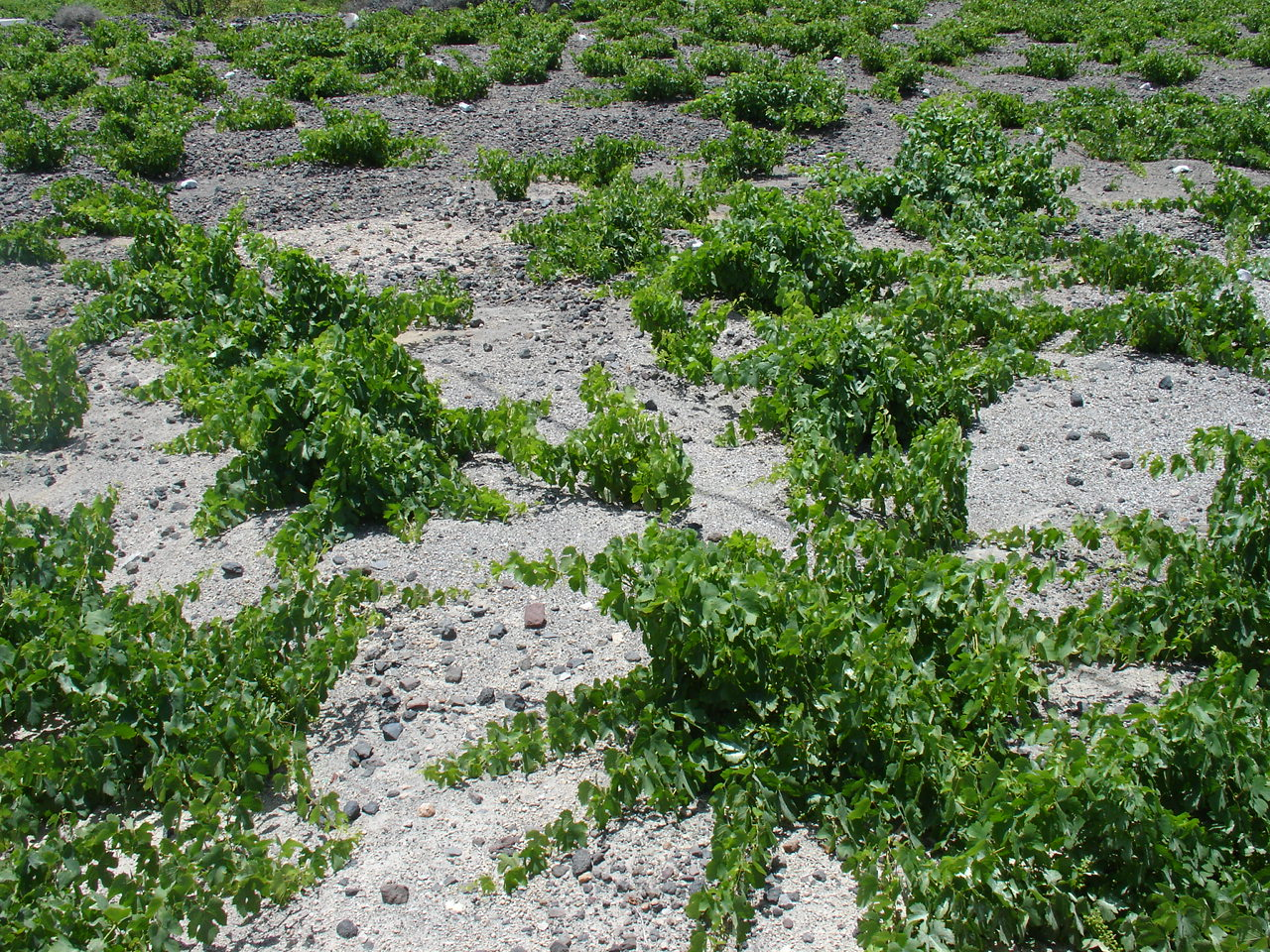
Wilde wijngaard. Niet altijd worden druivenranken netjes opgebonden of gesnoeid. Men laat alles op zijn vrije beloop. Ter bescherming tegen de wind blijft de plant laag bij de grond. Door de grote hoeveelheid druivenbladeren kan meer ochtendnevel opgenomen worden. Voorbeeld: Santorini in Griekenland.
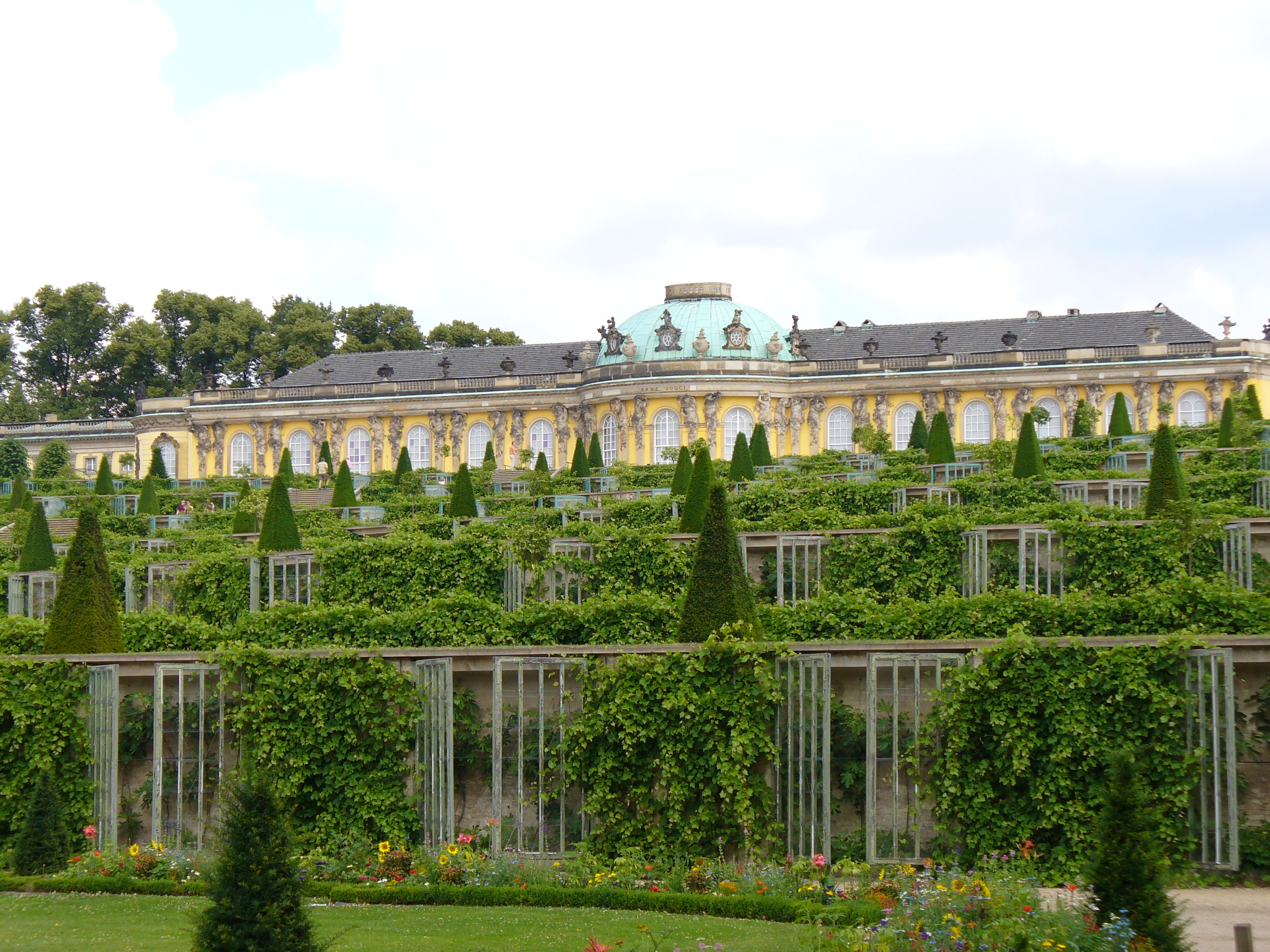
Parkwijngaard. Niet commercieel bedoeld maar meer als inrichting van het park. Voorbeeld: Sanssouci in Potsdam in Duitsland.
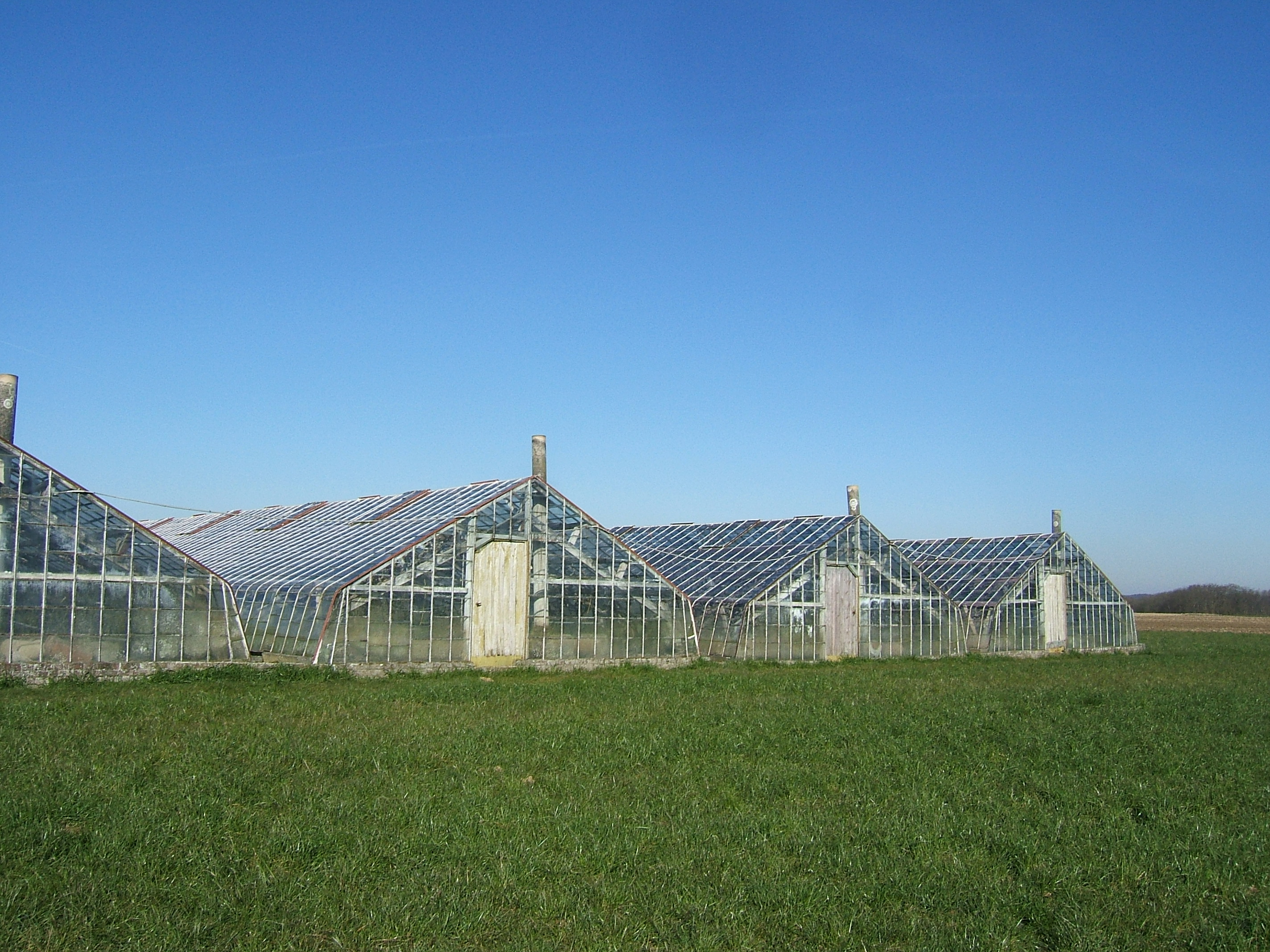
Wijngaardkassen. In gebieden waar wijnbouw klimatologisch lastig is, kan het kunstmatige microklimaat van een kas uitkomst bieden. Voorbeeld: Vlaams-Brabant in België
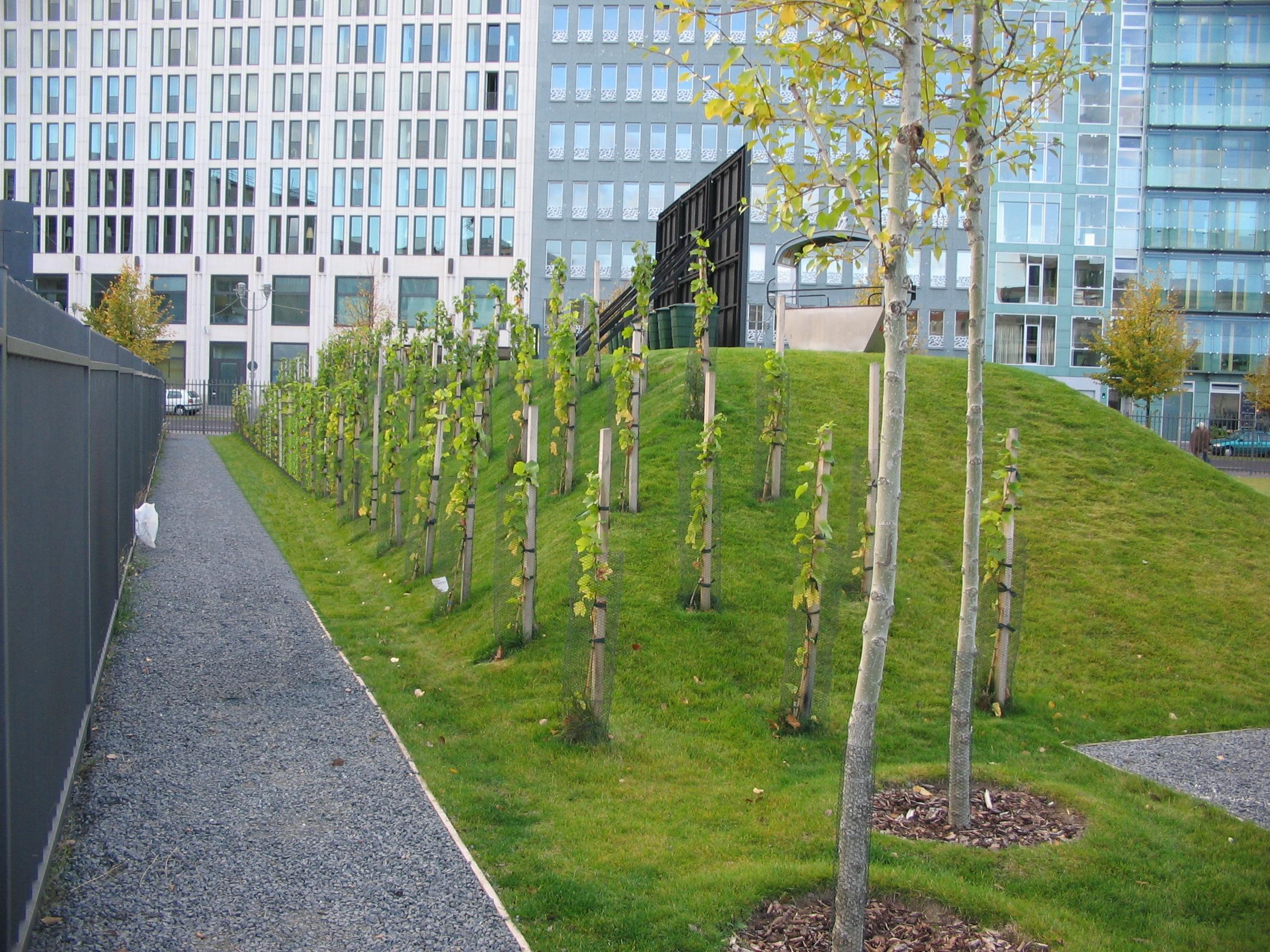
Stadswijngaard. In steden vinden wijnstokken goede bescherming tegen de wind. Hierdoor ligt de temperatuur vaak iets hoger dan op het omringende platteland. Voorbeeld: Ministergärten, Berlin-Mitte, Duitsland
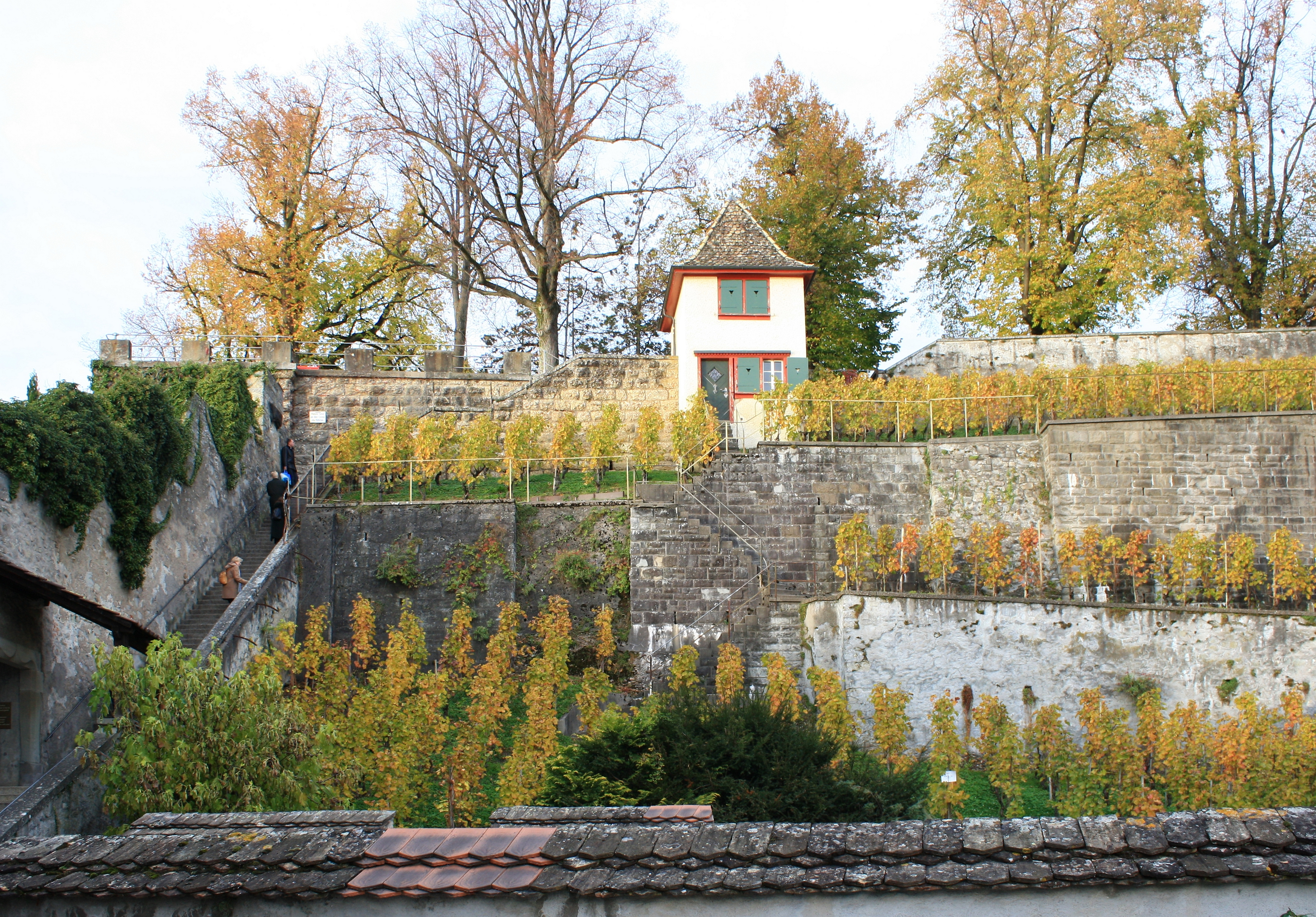
Tuinwijngaard. In een beschutte tuin kan een wijngaard prima gedijen. Op een warme zomerdag kan de temperatuur hoog oplopen. Voorbeeld: Rapperswil in Zwitserland.
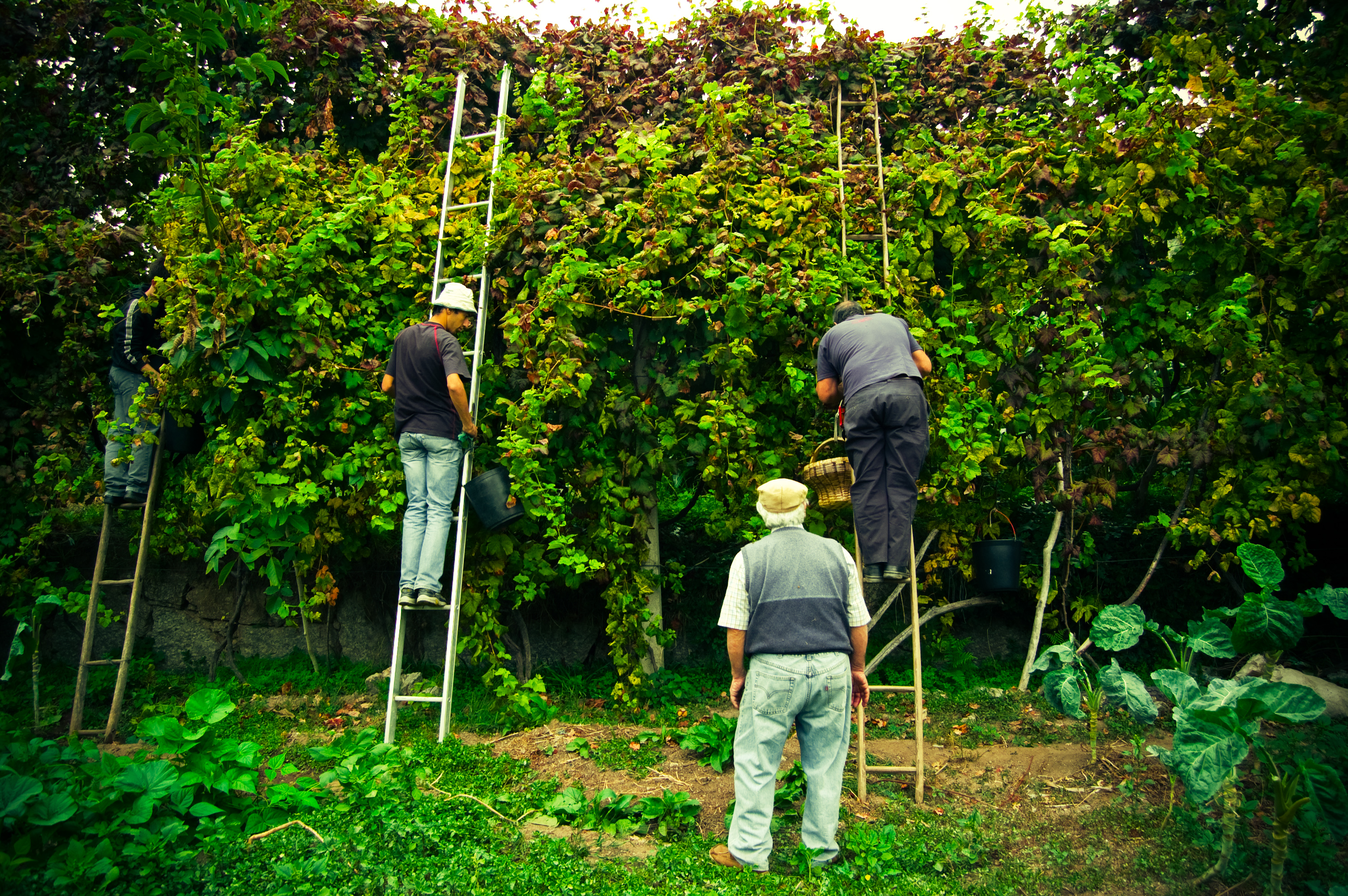
Hoogstamwijngaard. De wijnstok is een klimplant. Hier in de Vinho Verde, in Portugal, krijgen ze van oudsher deze kans. Bomen, hekken en zelfs telefoonpalen worden hiervoor aangewend. Hierdoor blijft er op de grond ruimte over voor het verbouwen van bijvoorbeeld groenten.